# کارل فریچ
کارل فریچ (به آلمانی: Karl Fritzsch) (زاده ۱۰ ژوئیه ۱۹۰۳ – مرگ نامعلوم) یک افسر اتریشی در دوره رایش سوم و از ژوئیه ۱۹۴۲ تا سپتامبر ۱۹۴۲ فرمانده اردوگاه مرگ فلوسنبورگ بود.

## زندگینامه
وی در بوهم زاده شد.در جوانی بر روی عرشه کشتی‌های رود دانوب کار می‌کرد. در ۱۹۲۸ با فرانسیسکا اشتیش ازدواج کرد که حاصل این ازدواج سه فرزند بود. در ۱۹۳۰ به حزب نازی و اس‌اس پیوست. در ۱۹۳۴ سمتی در اردوگاه کار اجباری داخائو به دست آورد.
در مه ۱۹۴۰ به اردوگاه آشویتس منتقل شد و معاون رودلف هوس فرمانده اردوگاه و رئیس عملیات اقتصادی اردوگاه شد و به سرعت در اردوگاه به بدی شهره شد. وی به تلافی تلاش‌های زندانیان برای فرار از اردوگاه، زندانیانی را انتخاب و به آن‌ها تا حد مرگ گرسنگی می‌داد. او و هوس هم‌چنین بر شکنجه‌های اعمال‌شده در بلوک ۱۱ نظارت می‌کردند.
بر طبق شهادت هوس در دادگاه، فریچ اولین کسی بود که ایده استفاده از گاز سیکلون ب برای کشتار را مطرح کرد. وی دستور اعدام اسیران جنگی شوروی را در زمان غیبت هوس در اواخر اوت ۱۹۴۱ صادر کرد. وی هم‌چنین اثرات گاز سیکلون ب را بر روی زندانیان آزمایش می‌کرد.
وی در ۱۵ ژانویه ۱۹۴۲ به عنوان شوتزهافت‌لاگرفورر به اردوگاه مرگ فلوسنبورگ فرستاده شد و از اویل اوت تا اکتبر همان سال فرمانده موقت اردوگاه بود. وی در اکتبر ۱۹۴۳ و در جریان یک پرونده فساد در اس‌اس دستگیر شد. یک دادگاه اس‌اس او را به جرم قتل به خط مقدم فرستاد. احتمال می‌رود که وی در جریان نبرد برلین در مه ۱۹۴۵ کشته شده باشد.

## ناپدید شدن
فریچ احتمالاً در نبرد برلین کشته شده اما سرنوشت نهایی وی هم‌چنان معلوم نیست.منابع شوروی گزارش داده‌اند که سازمان اطلاعات مخفی بریتانیا رد وی را در نروژ پیدا کرده است.هم‌چنین در کتاب خاطرات کاپیتان چارلز آرنولد-بیکر که در سال ۲۰۰۷ منتشر شد، آمده که یک افسر سازمان اطلاعات مخفی بریتانیا فردی به نام فریچ را که معاون فرمانده آشویتس بوده در اسلو دستگیر کرده.
در ۴ می ۲۰۱۵ مقاله‌ای از یک روزنامه‌نگار هلندی درباره ناپدید شدن فریچ منتشر شد.در این مقاله آمده که طبق تحقیقات آلمانی‌ها، یک شهروند اهل برلین به نام گرترود برندس گفته که فریچ در ۲ می ۱۹۴۵ در یکی از خیابان‌های برلین با شلیک گلوله خودکشی کرده.وی هم‌چنین این طور گفته که پدرش و یکی از همسایگان آن‌ها، فریچ را در پارکی به خاک سپردند.